# Fontaine Heights
Fontaine Heights är en kulle i Antarktis. Den ligger i Västantarktis. Argentina, Chile och Storbritannien gör anspråk på området. Toppen på Fontaine Heights är 753 meter över havet.
Terrängen runt Fontaine Heights är kuperad västerut, men österut är den bergig. En vik av havet är nära Fontaine Heights norrut.  Trakten är obefolkad. Det finns inga samhällen i närheten.